# Lagoa Feia (Goiás)
A Lagoa Feia é um lago natural, localizado no município de Formosa, Goiás, a cinco quilômetros do centro da cidade. É formadora do rio Preto, afluente do rio Paracatu, tributário do rio São Francisco.

## Hidrografia
A Lagoa Feia situa-se na Bacia Hidrográfica do Rio São Francisco. É formada pelas águas do córrego Josefa Gomes e outros menores. O córrego Josefa Gomes recebe águas do córrego do Abreu, da Lagoa dos Santos e de lagos artificiais, como o Laguinho do Vovô. A Lagoa Feia depende, para a manutenção de seus níveis de profundidade e vazão, de um ecossistema lótico, com extensas regiões hidromórficas.
A Lagoa Feia forma o rio Preto, ao qual vai se juntar, ainda próximo à área urbana de Formosa, o ribeirão Santa Rita, que marca o limite entre Formosa e o Distrito Federal. O rio Preto é afluente do rio Paracatu, que deságua no rio São Francisco. 

## Histórico de ocupação
A Lagoa Feia é um dos marcos de origem da cidade de Formosa (GO). Entre 1732 e 1736 foi instalado, a montante da Lagoa, na confluência do córrego Josefa Gomes com a Lagoa Feia, um Registro Fiscal da Coroa Portuguesa, com a finalidade de cobrar impostos dos viajantes que aportavam para as recém-descobertas Minas de Ouro dos Goyazes. –1736 recebeu fiscais de Bernardo Fernandes Guimarães, arrematante das entradas para Goiás pelos “caminhos dos currais da Bahia, do São Francisco e de Minas Gerais”. Em –1736 o Registro da Lagoa Feia recebeu fiscais de Bernardo Fernandes Guimarães, arrematante das entradas para Goiás pelos “caminhos dos currais da Bahia, do São Francisco e de Minas Gerais” (JACINTO, 1979, p. 15). Somente em 1749, de acordo com o professor Samuel Lucas, o Arraial de Couros (primitivo nome de Formosa), foi fundado.
A cidade de Formosa foi construída, desde o século XVIII, sobre as nascentes da Lagoa Feia, nas margens do córrego Josefa Gomes, um território que abrigava um complexo e delicado ecossistema, formado, possivelmente, por brejos, veredas, matas ciliares, matas de galerias e outras formações ambientalmente vulneráveis aos processos antrópicos. Possuindo um relevo de superfície suavemente ondulada a plana, situada a cerca de 900 metros de altitude, o atual território urbano de Formosa ainda é possuidor de inúmeras nascentes, que possivelmente fluíam em profusão junto a uma rede de ecossistemas lóticos de pequeno porte, tais como riachos intermitentes, lagoas e córregos como o Córrego do Abreu, o Córrego Josefa Gomes, a Lagoa dos Santos e a própria Lagoa Feia. Durante todo o séculoXVIII, XIX e meados do século XX, o Arraial de Couros, nome original de Formosa, ocupou o platô acima da margem direita do córrego Josefa Gomes.
Até 1920, a rarefeita ocupação urbana deixava sobreviver parte dos extensos brejos e nascentes difusas que sustentavam a Lagoa Feia e sua rica fauna e flora.
A ocupação da região das nascentes da Lagoa Feia, mesmo com um crescimento urbano incipiente até a década de 1950, impactou desde muito cedo a Lagoa. Até a década de 1950, existiu uma comunidade de pescadores pobres, que comercializa os pescados na cidade. Contudo, a partir da construção de Brasília, houve uma deterioração acelerada da Lagoa Feia. A cidade cresceu e as casas atingiram a Volta do Brejo. Lixo e dejetos humanos passam a atingir a Lagoa Feia. Houve também desmatamento da mata ciliar, com ocupação com submoradias; pesca excessiva; redução do número de peixes e aumento do uso para lazer, com a vinda de trabalhadores de Brasília e consequentemente surgimento de bares, acampamentos (mais desmatamentos e venda e parcelamento dos terrenos.

#### Aspecto da Lagoa Feia em fins do século XIX
De acordo com o relatório da Comissão Exploradora do Planalto Central, em fins do século XIX a Lagoa Feia possuía uma rica diversidade biológica. Uma rica vegetação ciliar, composta de "árvores mais ou menos frondosas" cobria suas bordas. Sua flora era constituída por diversas espécies de plantas aquáticas (a comissão listou 10 gêneros distintos de macrófitas).

## Preservação da Lagoa Feia
"Como resultado da degradação de grande número de nascentes e veredas contribuintes do Córrego Josefa Gomes na Zona Urbana de Formosa, verificou-se a redução paulatina do aporte de água à Lagoa Feia".

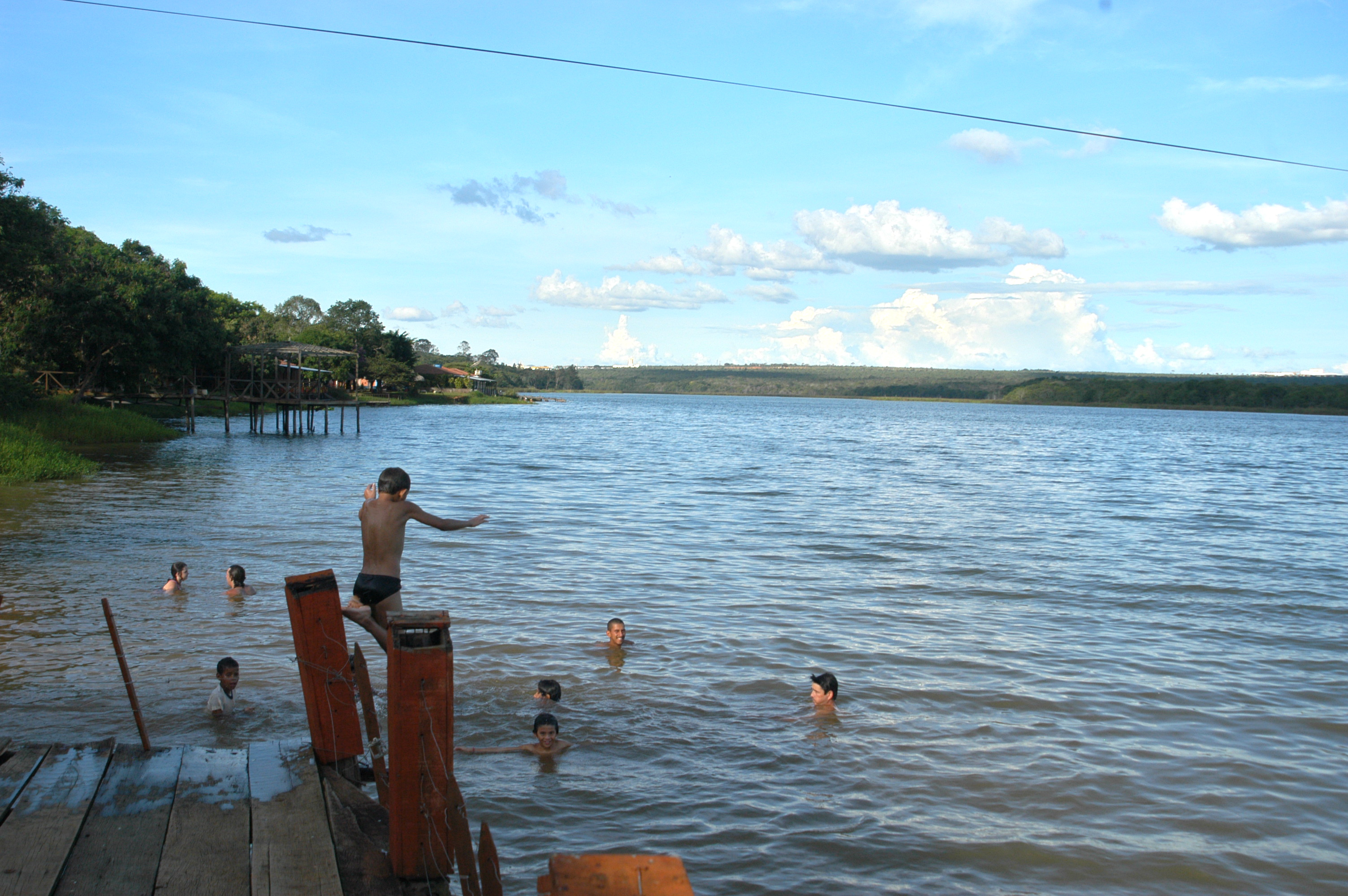
Área de lazer na Lagoa Feia, Formosa, GO.
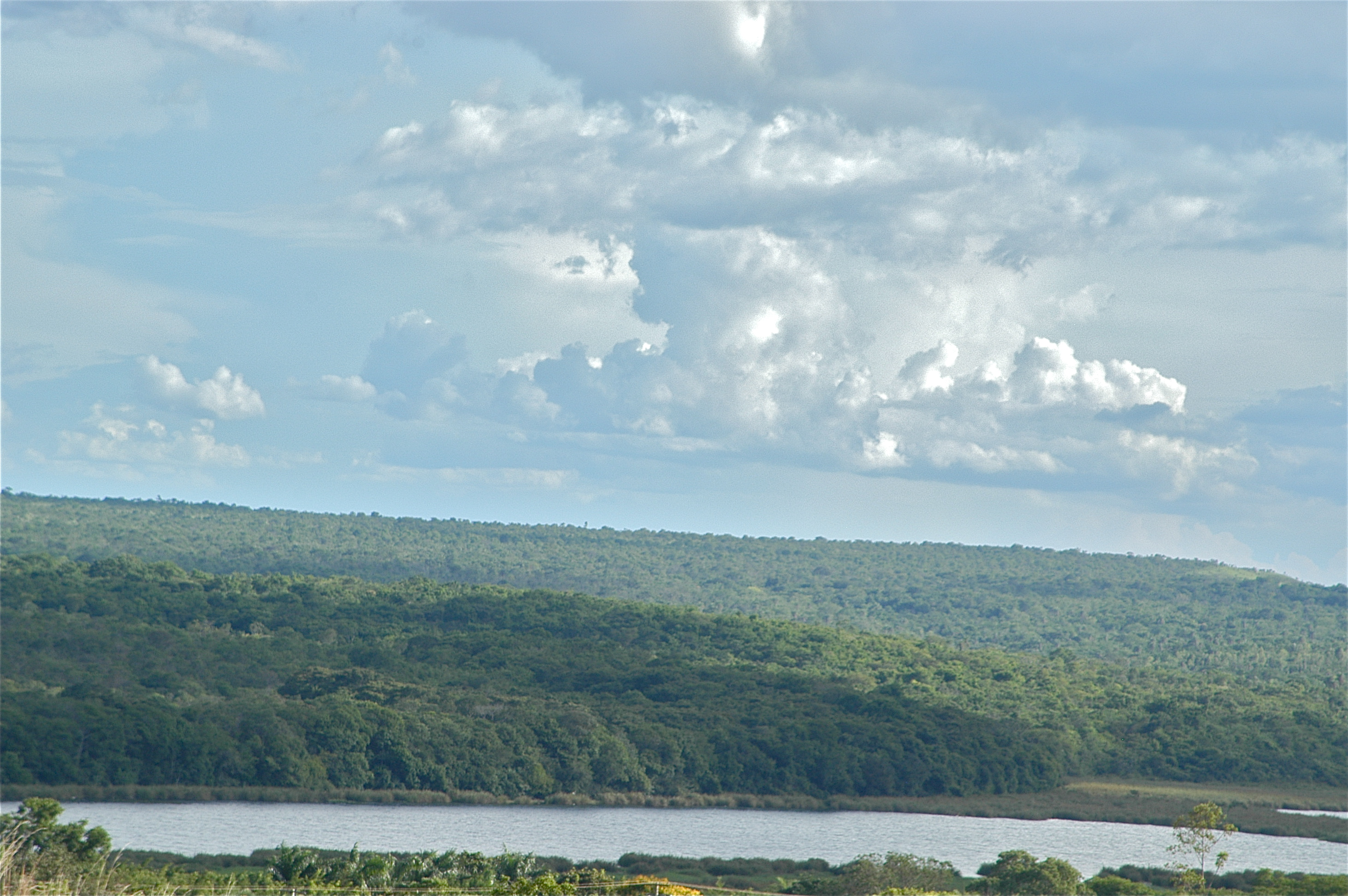
Lagoa Feia, Formosa, GO. Vista do alto, cercada pela Área do Exército Brasileiro.